# Trịnh Thịnh
Trịnh Thịnh (20 tháng 7 năm 1927 – 12 tháng 4 năm 2014) là một diễn viên điện ảnh người Việt Nam. Ông nổi tiếng qua các bộ phim điện ảnh như Chung một dòng sông, Truyện vợ chồng anh Lực, Thị trấn yên tĩnh, Thằng Bờm. Trịnh Thịnh được Nhà nước Việt Nam phong tặng danh hiệu Nghệ sĩ nhân dân vào năm 1997.

## Cuộc đời
Trịnh Thịnh, tên khai sinh là Trịnh Văn Thịnh, sinh ngày 20 tháng 7 năm 1927 tại Cự Đà, Thanh Oai, Hà Tây, vào lúc giao thời giữa chế độ phong kiến và thực dân. Khi còn nhỏ, ông theo học "trường Tây" do Pháp mở và đã có niềm đam mê với điện ảnh. Trước năm 1954, Trịnh Thịnh làm việc ở Ngân hàng Đông Dương (Banque L'Indochine). Sau năm 1954, Ngân hàng Đông Dương ngừng hoạt động, ông phải kiếm sống bằng nghề bán nước mía. Đến năm 1956, sau ngày hòa bình lập lại trên miền Bắc, ông trúng tuyển cuộc thi tuyển diễn viên lồng tiếng cho một hãng xuất nhập khẩu phim của Liên Xô và bắt đầu tham gia vào hoạt động điện ảnh chuyên nghiệp với tư cách diễn viên lồng tiếng. Trước đó Trịnh Thịnh cũng đã tham gia hoạt động sân khấu với vai diễn đầu tiên là vai thầy Tú trong vở kịch Pháp nổi tiếng "Topaze".
Năm 1958, Xưởng phim truyện Việt Nam sản xuất bộ phim Chung một dòng sông, bộ phim do hai nghệ sĩ Phạm Kỳ Nam và Nguyễn Hồng Nghi làm đạo diễn. Đây là phim truyện đầu tiên của miền Bắc Việt Nam sau năm 1954 và là bộ phim truyện đầu tiên của nền Điện ảnh cách mạng Việt Nam. Đạo diễn Phạm Kỳ Nam đã mời Trịnh Thịnh tham gia. Mặc dù không được đào tạo trường lớp bài bản, nhưng với kinh nghiệm có được trong khoảng thời gian làm công việc lồng tiếng, Trịnh Thịnh được đánh giá là đã vào vai khá thành công. Thời gian sau này, Trịnh Thịnh đã tiếp tục tham gia vào nhiều bộ phim, những vai diễn của ông đều được đánh giá là thành công như A Sinh trong Vợ chồng A Phủ, Củng trong Truyện vợ chồng anh Lực, ông Bờm trong Thằng Bờm, Dương trong Thị trấn yên tĩnh,... Với 2 vai diễn trong phim Thị trấn yên tĩnh và Thằng Bờm, Trịnh Thịnh đã chiến thắng hạng mục Nam diễn viên chính xuất sắc tại Liên hoan phim Việt Nam lần thứ 8.
Năm 1992, Trịnh Thịnh tham gia bộ phim Lời nguyền của dòng sông theo lời mời của đạo diễn Khải Hưng, nội dung phim dựa trên truyện ngắn "Mùa hoa cải bên sông", của nhà văn Nguyễn Quang Thiều. Ngay từ khi ra mắt công chúng, bộ phim làm trên chất liệu băng từ này đã thu hút sự chú ý từ giới chuyên môn và những người trong nghề vì cốt truyện và cách quay phim độc đáo. Tại Liên hoan phim truyền hình quốc tế Brucxen, Bỉ tổ chức vào năm 1993, bộ phim đã đoạt giải Vàng. Không những trở thành bộ phim truyền hình đầu tiên của Việt Nam đoạt giải thưởng lớn tại một Liên hoan phim Quốc tế, bộ phim còn đưa tên tuổi của Khải Hưng đến gần với công chúng và vai diễn của Trịnh Thịnh trong phim được xem là vai diễn "để đời" của ông. Mặc dù nghỉ hưu ở xưởng phim vào năm 1989, nhưng Trịnh Thịnh vẫn tiếp tục đóng phim cho đến đầu thập niên 2000, bộ phim cuối cùng ông tham gia diễn xuất là Tết này ai đến xông nhà năm 2002. Trong thập niên 1980–1990, bộ ngũ Phạm Bằng, Trịnh Mai, Trịnh Thịnh, Dương Quảng, Trần Hạnh là những cây hài đắt khách nhất nhì sân khấu miền Bắc. Nhóm 5 người của ông còn lấn sang mảng truyền hình và trở thành những gương mặt quen thuộc trong chương trình Văn nghệ Chủ Nhật.
Vẻ bề ngoài và tính cách khiến Trịnh Thịnh thường được các đạo diễn cho vào vai những cụ già nhà quê hoặc những nhân vật mang đậm dấu ấn của làng quê nông thôn Việt Nam. Những vai diễn nổi tiếng của ông thường là những vai diễn hài, tuy nhiên cũng có những vai bi như trong phim Lời nguyền của dòng sông. Ông không khai thác tiếng cười tự nhiên chủ nghĩa, rẻ tiền mà thay vào đó khai thác triệt để đời sống tâm lý của nhân vật. Sau khi thành công với nhiều vai diễn điện ảnh nổi tiếng trong sự nghiệp, năm 1984, Trịnh Thịnh được nhà nước Việt Nam phong tặng danh hiệu Nghệ sĩ ưu tú. Năm 1997, ông được phong tặng danh hiệu Nghệ sĩ Nhân dân. Năm 1998, ông cùng 14 nghệ sĩ điện ảnh khác được tặng thưởng Huân chương Lao động. Ngày 12 tháng 4 năm 2014, ông qua đời tại Bệnh viện Bạch Mai, Hà Nội, thọ 86 tuổi.

## Tác phẩm

### Điện ảnh
| Năm  | Phim                             | Vai diễn           | Đạo diễn                                    | Ghi chú     | Nguồn         |
| ---- | -------------------------------- | ------------------ | ------------------------------------------- | ----------- | ------------- |
| 1959 | Chung một dòng sông              | Thư ký Liêu        | NSND Nguyễn Hồng Nghi, NSND Phạm Kỳ Nam     | [ c ] [ d ] | [ 35 ] [ 36 ] |
| 1961 | Vợ chồng A Phủ                   | A Sinh             | NSND Mai Lộc                                | [ e ]       | [ 37 ]        |
| 1963 | Câu chuyện quê hương             | Đĩ Sáng            | Hoàng Thái                                  |             | [ 38 ]        |
| 1965 | Biển lửa                         | Chu                | NSND Phạm Kỳ Nam, NGND Lê Đăng Thực         | [ f ]       | [ 39 ]        |
| 1966 | Lửa rừng                         | A Chấn             | NSND Phạm Văn Khoa                          |             |               |
| 1969 | Cuộc chiến đấu vẫn còn tiếp diễn | Vũ Lân             | NSND Nguyễn Khắc Lợi, Hoàng Thái            |             | [ 40 ] [ 41 ] |
| 1970 | Chị Nhung                        |                    | Nguyễn Đức Hinh, NSND Đặng Nhật Minh        |             | [ 42 ]        |
| 1971 | Truyện vợ chồng Anh Lực          | Củng               | NSND Trần Vũ                                | [ d ]       | [ 43 ] [ 44 ] |
| 1971 | Không nơi ẩn nấp                 | Hai Dong           | NSND Phạm Kỳ Nam                            |             | [ 45 ]        |
| 1971 | Đường về quê mẹ                  | Lăng               | NSND Bùi Đình Hạc                           | [ d ]       | [ 46 ] [ 47 ] |
| 1972 | Người đôi bờ                     | Dân quân           | NSND Huy Thành                              |             | [ 48 ]        |
| 1973 | Độ dốc                           | Bác Bằng           | NGND Lê Đăng Thực                           |             | [ 49 ]        |
| 1974 | Quê nhà                          | Ông Nam            | NSƯT Nguyễn Ngọc Trung                      |             | [ 50 ]        |
| 1974 | Những ngôi sao biển              | Rìu                | NSND Đặng Nhật Minh                         |             | [ 51 ] [ 52 ] |
| 1975 | Vùng trời                        | Y tá Dân quân      | NSND Huy Thành                              |             | [ 53 ] [ 54 ] |
| 1977 | Chuyến xe bão táp                | Ông Tình           | NSND Trần Vũ                                | [ g ]       | [ 55 ] [ 56 ] |
| 1979 | Những người đã gặp               | Bố Sơn             | NSND Trần Vũ, NSND Trần Phương              | [ h ]       | [ 57 ]        |
| 1979 | Tự thú trước bình minh           | Giáo sư            | NSND Phạm Kỳ Nam                            |             | [ 58 ]        |
| 1980 | Chị Dậu                          | Quan phủ           | NSND Phạm Văn Khoa                          |             | [ 59 ]        |
| 1980 | Những ngôi sao nhỏ               | Giám đốc           | Quốc Long                                   |             |               |
| 1982 | Phút 89                          | Bảo vệ sân bãi     | Quốc Long                                   |             |               |
| 1982 | Cuộc chia tay mùa hạ             | Đài                | NSƯT Nguyễn Ngọc Trung                      |             |               |
| 1982 | Ngày ấy bên sông Lam             | Lý Khánh           | NSƯT Nguyễn Ngọc Trung                      |             | [ 60 ]        |
| 1984 | Đường suối cạn                   | Già Tăng           | Nguyễn Đỗ Ngọc                              |             |               |
| 1984 | Người đi tìm đất                 | Tấn                | NSƯT Xuân Sơn                               |             |               |
| 1984 | Ngọn đèn trong mơ                | Dượng              | Đỗ Minh Tuấn                                | [ i ]       | [ 61 ] [ 62 ] |
| 1985 | Tiếng bom hòa bình               | Chuyên viên        | NSƯT Lê Đức Tiến                            |             |               |
| 1986 | Dòng sông khát vọng              | Trần Đại           | NSƯT Nguyễn Ngọc Trung                      |             |               |
| 1986 | Thị trấn yên tĩnh                | Dương              | NSƯT Lê Đức Tiến                            |             | [ 35 ] [ 63 ] |
| 1987 | Thằng Bờm                        | Ông Bờm            | NSƯT Lê Đức Tiến                            |             | [ 35 ] [ 64 ] |
| 1988 | Dịch cười                        | Giám đốc Trí       | Đỗ Minh Tuấn                                |             | [ 35 ] [ 65 ] |
| 1988 | Truyện cổ tích cho tuổi mười bảy | Bác bảo vệ         | NSƯT Xuân Sơn                               | [ j ]       | [ 66 ] [ 67 ] |
| 1988 | Những mảnh đời rừng              | Lù Khù             | NSND Trần Vũ, Jörg Foth                     |             |               |
| 1988 | Anh và em                        |                    | NSND Trần Vũ, Nguyễn Hữu Luyện              | [ j ]       | [ 68 ]        |
| 1989 | Tiền ơi                          | Người bố           | NSND Trần Vũ                                |             | [ 69 ] [ 70 ] |
| 1989 | Lá ngọc cành vàng                | Ông phủ            | Vũ Châu, Bá Nam                             |             |               |
| 1989 | Số Đỏ                            | Thầy Min Đơ        | NSƯT Hà Văn Trọng, Lộng Chương              |             | [ 71 ]        |
| 1989 | Trạng Quỳnh                      | Quan thị           | NSƯT Nguyễn Ngọc Trung                      |             |               |
| 1989 | Đêm hội Long Trì                 | Khê Trung hầu      | NSND Hải Ninh                               |             |               |
| 1990 | Kiếp phù du                      | Khê Trung hầu      | NSND Hải Ninh                               | [ k ]       |               |
| 1990 | Thằng Cuội                       | Ông Sơi            | Đỗ Minh Tuấn                                |             | [ 58 ]        |
| 1990 | Chiếc bình tiền kiếp             | Hậu                | NSND Nguyễn Hữu Phần                        |             |               |
| 1991 | Giông tố                         | Chánh Hợi          | NSƯT Nguyễn Mạnh Lân                        |             | [ 35 ]        |
| 1992 | Đông Dương                       | Minh               | Régis Wargnier                              |             |               |
| 1992 | Anh chỉ có mình em               | Ông Tuần           | Đới Xuân Việt                               |             |               |
| 1995 | Thương nhớ đồng quê              | Ông giáo Quỳ       | NSND Đặng Nhật Minh                         |             | [ 72 ]        |
| 1995 | Xích lô                          | Người bái vật chân | Trần Anh Hùng                               |             | [ 73 ]        |
| 1996 | Cây bạch đàn vô danh             | Ông Cả Hàn         | NSND Nguyễn Thanh Vân, NSND Phạm Nhuệ Giang | [ l ]       | [ 74 ]        |
| 2002 | Tết này ai đến xông nhà          | Bố Thi             | NSƯT Trần Lực                               |             |               |

### Truyền hình/Video
| Năm  | Phim                         | Vai diễn     | Đạo diễn                                    | Kênh       | Ghi chú                                                     | Nguồn         |
| ---- | ---------------------------- | ------------ | ------------------------------------------- | ---------- | ----------------------------------------------------------- | ------------- |
| 1989 | Lá ngọc cành vàng            | Quan chi phủ | Vũ Châu                                     | phim video |                                                             |               |
| 1992 | Lời nguyền của dòng sông     | Ông Lư       | NSND Khải Hưng                              | VTV1       |                                                             | [ 75 ] [ 76 ] |
| 1995 | Chân trời nơi ấy             |              | NSND Huy Thành                              |            |                                                             | [ 77 ]        |
| 1995 | Nàng Kiều trúng số           | Ông Khải     | NSƯT Lê Đức Tiến                            | Hanoi      |                                                             | [ 78 ]        |
| 1996 | Đông Ki ra thành phố         | Đông Ki      | NSƯT Lê Đức Tiến                            | VTV3       |                                                             |               |
| 1998 | Dòng trong dòng đục          | Nguyễn Nghĩa | Nguyễn Thế Hồng                             | VTV3       | Phát sóng trong chương trình Văn nghệ Chủ Nhật              |               |
| 1998 | Cửa hàng Lopa                | Henry Cường  | Phạm Thanh Phong                            | VTV3       | Phát sóng trong chương trình Văn nghệ Chủ Nhật              | [ 79 ]        |
| 1998 | Người cha nhu nhược          |              | NSƯT Phi Tiến Sơn                           | VTV3       | Phát sóng trong chương trình Lần đầu tiên trên màn ảnh VTV3 |               |
| 1998 | Cầu thang nhà A6             | Ông Tình     | NSND Trịnh Lê Văn                           | VTV3       | Phát sóng trong chương trình Lần đầu tiên trên màn ảnh VTV3 | [ 80 ]        |
| 1998 | Nhịp cầu hạnh phúc           |              | NSND Nguyễn Hữu Phần, NSND Phạm Thanh Phong | VTV1       |                                                             |               |
| 1999 | Những người săn lùng cái đẹp |              | NSND Khải Hưng                              | VTV3       | Phát sóng trong chương trình Văn nghệ Chủ Nhật              | [ 81 ]        |
| 2000 | Giếng làng                   | Cụ Cả        | Mạc Văn Chung                               | VTV3       | Phát sóng trong chương trình Văn nghệ Chủ Nhật              |               |
| 2000 | Thiên đường của ông nội      | Ông nội      | Nguyễn Hữu Luyện                            | VTV4       | Phát sóng trong chương trình Văn nghệ Chủ Nhật              | [ 80 ]        |

## Giải thưởng
| Năm  | Lễ trao giải                      | Hạng mục                     | Tác phẩm                     | Kết quả   | Nguồn         |
| ---- | --------------------------------- | ---------------------------- | ---------------------------- | --------- | ------------- |
| 1988 | Liên hoan phim Việt Nam lần thứ 8 | Nam diễn viên chính xuất sắc | Thị trấn yên tĩnh, Thằng Bờm | Đoạt giải | [ 14 ] [ 82 ] |

## Đời tư
Năm 1951, Trịnh Thịnh kết hôn với bà Nguyễn Thị Ngọc Khanh. Thời điểm hai người cưới nhau, bà Khanh là một người lính mới trở về sau giai đoạn Chiến tranh Đông Dương. Họ sinh được 5 người con gái. Năm 2001, gia đình của Trịnh Thịnh tổ chức lễ kỷ niệm "đám cưới vàng", kỷ niệm 50 năm ngày cưới của hai vợ chồng ông.